# Wilhelm Jansson
Wilhelm Jansson, född Erik Vilhelm Jansson 29 maj 1877 i Stockholm, död där 6 augusti 1923, var en svensk-tysk tidningsman och socialpolitiker.
Jansson sattes i trädgårdslära, gick igenom handelsskola i Stockholm och reste 18-årig utrikes med avsikt att i Tyskland, Frankrike och Storbritannien studera trädgårdsyrket såsom industri och konst, men rycktes i Berlin och Hamburg in i den socialistiska rörelsen och lämnade trädgårdsyrket. Han etablerade sig 1899 i Hamburg som bok- och pappershandlare, studerade nationalekonomi, historia och språk, blev medarbetare i en del fackliga veckotidningar och i den socialistiska dagstidningen "Hamburger Echo". Från 1903 redigerade han "Gärtnerzeitung" i Hamburg och flyttade 1904 till Berlin, som redaktör för veckotidningen "Allgemeine Deutsche Gärtnerzeitung". År 1905 blev han redaktör för "Correspondenzblatt der Generalkommission der Gewerkschaften Deutschlands".
Jansson kom i ett mycket vänskapligt förhållande till fackföreningsledaren Carl Legien. Åren 1908–1912 var han Berlinkorrespondent till Social-Demokraten i Stockholm och medarbetare i en mängd andra tidningar, svenska och tyska. Han var fackföreningsinternationalens skandinaviske översättare från dess början 1902 till dess flyttning från Berlin till Amsterdam 1919. Dess socialpolitiska program, sådant det antogs på de socialistiska och fackliga konferenserna i Bern 1919, författades av honom och ingick till stor del i fredstraktaten. I oktober 1919 utnämndes Jansson till socialattaché vid svenska beskickningen i Berlin. För närmandet mellan svensk och tysk fackföreningsrörelse spelade Jansson en betydelsefull roll, framför allt under storstrejken i Sverige 1909.